# HD 202128
HD 202128，又名BD+15 4375，SAO 106930、HR 8116，是一颗恒星，视星等为6.27，位于銀經65.49，銀緯-21.8，其B1900.0坐标为赤經21h 8m 46.5s，赤緯+15° -21.8′ 14″。